# Кампос Салас, Дагоберто
Дагоберто Кампос Салас (исп. Dagoberto Campos Salas; род. 14 марта 1966, Пунтаренас, Коста-Рика) — коста-риканский прелат и ватиканский дипломат. Титулярный архиепископ Форонтонианы с 28 июля 2018. Апостольский нунций в Либерии с 28 июля 2018 по 14 мая 2022. Апостольский нунций в Гамбии с 17 августа 2018 по 14 мая 2022. Апостольский нунций в Сьерра-Леоне с 17 ноября 2018 по 14 мая 2022. Апостольский нунций в Панаме с 17 ноября 2018 по 14 мая 2022.  